# 托马斯·格林
托马斯·格林（英語：Thomas Green，1999年6月3日—），澳大利亚男子皮划艇运动员。他曾代表澳大利亚参加2020年夏季奥林匹克运动会皮划艇比赛，获得男子双人皮艇1000米金牌。